# El Rastro (paroisse civile)
Pour les articles homonymes, voir Rastro (homonymie) et El Rastro.
El Rastro est l'une des quatre paroisses civiles de la municipalité de Sebastián Francisco de Miranda dans l'État de Guárico au Venezuela. Sa capitale est El Rastro.

## Géographie

### Démographie
Hormis sa capitale El Rastro, la paroisse civile comporte plusieurs localités, dont :
- El Rastro
- Las Lajas
- Sector La Represa